# Afroholopogon mauros
Afroholopogon mauros là một loài ruồi trong họ Asilidae. Afroholopogon mauros được Londt miêu tả năm 2005. Loài này phân bố ở miền nhiệt đới châu Phi.